# Kościół Karmrawor
Kościół Karmrawor (orm. Կարմրավոր եկեղեցի) – kościół z VII wieku w miejscowości Asztarak w prowincji Aragacotn w zachodniej Armenii.

## Nazwa
Karmrawor oznacza jeden z odcieni czerwieni. W miejscowości Asztarak znajdują się jeszcze, częściowo zrujnowane, kościoły Tsiranawor (w kolorze morelowym) i Spitakawor (biały).
Według legendy w mieście mieszkały trzy siostry, które zakochały się w tym samym mężczyźnie o imieniu Sargis. Starsze siostry postanowiły poświęcić się dla szczęścia młodszej i rzuciły się w przepaść, przy czym jedna z nich miała na sobie czerwoną sukienkę, a druga morelową. Na wieść o tym najmłodsza siostra, ubrana w białą sukienkę, również rzuciła się do przepaści. Sargis został pustelnikiem, a zbudowane wkrótce w okolicy kościoły otrzymały nazwy od kolorów sukien trzech sióstr.
Inne wytłumaczenie nazw kościołów mówi o tym, że na jednym z fresków kościoła Karmrawor Matka Boża miała nakrycie głowy w kolorze czerwonym, w kościele Tsiranawor – w kolorze morelowym, a w Spitakawor – białym.

## Historia
Dokładana data budowy kościoła nie jest znana, jednak na podstawie badań stylistycznych uważa się, że powstał on w VII wieku. Świątynia zachowała się w dobrym stanie, a większość jej dachówek jest oryginalna. Kościół przeszedł prace restauracyjne w latach 50. XX wieku. W 1983 roku Sargis Poghosyan wyrzeźbił nowe drzwi kościoła.

## Architektura
Kościół jest małym budynkiem o wymiarach 5,9 × 7,4 m, zbudowanym na planie krzyża. Jego kopuła spoczywa na ośmiobocznym bębnie zdobionym elementami geometrycznymi i kwiatowymi. Apsyda ma kształt podkowiasty od środka, z zewnątrz natomiast jest prostokątna. Wejście do kościoła jest od strony zachodniej.
Na cmentarzu przylegającym do kościoła znajduje się grób poety Geworga Emina (1919–1998).